# 188256 Stothoff
188256 Stothoff è un asteroide della fascia principale. Scoperto nel 2002, presenta un'orbita caratterizzata da un semiasse maggiore pari a 2,3766692 au e da un'eccentricità di 0,1290345, inclinata di 7,83280° rispetto all'eclittica.